# Emlen Peaks
Die Emlen Peaks sind eine Gruppe verstreuter Berggipfel und Nunatakker im Norden des ostantarktischen Viktorialands. Sie erstrecken sich über eine Länge von etwa 26 km und eine Breite von rund 11 km in den Usarp Mountains. 
Die geodätische Vermessung erfolgte durch den United States Geological Survey und mithilfe von Luftaufnahmen der United States Navy von 1960 bis 1963. Das Advisory Committee on Antarctic Names benannte sie nach dem Biologen John T. Emlen (1908–1997) von der University of Wisconsin, der zwischen 1962 und 1963 Studien zum Zugverhalten von Pinguinen insbesondere in der Ross Dependency durchgeführt hatte.